# 카샤 카투웨 텐트록스 내셔널 모뉴먼트
카샤 카투웨 텐트 록스 내셔널 모뉴먼트(Kasha-Katuwe Tent Rocks National Monument)는 미국 뉴멕시코주 중북부 지역에 있는 헤이메즈산(Jemez Mt.) 남쪽 코치티(Cochiti) 인디언 푸에블로 지역에 자리한 공원이다. 2001년에 빌 클린턴 대통령에 의해 미국 국립기념물로 지정되었으며, 공원 관리는 연방정부 토지관리국 (Bureau of Land Management)에서 맡고 있다.
이곳 공원에는 많은 원뿔(Cone) 모양의 암석이 경관을 이루고 있다. 암석 모양이 마치 인디언의 티피 텐트와 같다고 해서 텐트 바위, 텐트 록(Tent Rock)이란 별명이 붙었다. 모뉴먼트 이름에는 푸에블로 인디언의 언어인 '카샤 카투웨'란 이름도 붙여젔는데, 그 까닭은 모뉴먼트가 코치티 푸에블로 인디언 땅에 위치해 있고 그들이 오랫동안 불러온 이름이 있기 때문이다. '카샤 카투웨' (Kasha-Katuwe)의 뜻은 'White cliffs', 즉 '하얀 절벽'이란 뜻이다. 이는 화산재로 만들어진 하얀 암석의 절벽이 이 곳 경치의 특징이기 때문이다.

## 지형
카샤 카투웨 텐트 록스 모뉴먼트는 자연과학, 특히 지질학을 배울 수 있는 좋은 야외 교실이라 할 수 있다. 이곳의 지층이 형성된 것은 지금으로부터 6백만 년 전에서 7백만 년 전 사이에 걸쳐 여러 번 일어난 헤이메즈 산의 화산폭발로 말미암은 것이다. 폭발마다 엄청난 화산재가 주위를 덮었는데 이 화산재가 굳어져서 단단한 돌이 되어 약 1000피트 두께의 응회암층이 만들어졌다. 화산재와 함께 뿜어져 나온 것 중에는 단단한 돌멩이도 섞여 있었고, 그 돌멩이들이 이곳의 원뿔 모양의 암석을 만드는데 요인이 된다.
화산재가 굳어져서 된 암석은 오랫 동안 시간이 지나면서 비에 씻겨 내려가게 되었으나 화산재 속에 들어 있었던 단단한 돌은 비에 씻겨 내려가지 않을 뿐만 아니라 밑에 있는 응회암이 씻겨내려 가지 않게 보호해 주는 역할을 함으로써 원뿔 모양의 암석이 만들어진 것이다. 지질학적 용어로 이를 후두(Hoodoo)라고 부르는데 이곳 후두의 크기를 보면 30m(90ft)에 이르는 큰 것도 있고 1m 내외의 작은 것도 있다. 후두의 머리 되는 돌이 굴러떨어져 비를 막아주는 머릿돌을 잃어서 작아지고 있는 후두도 있다.

## 공원 안내
공원 안 주차장 주변에는 주니퍼(Juniper) 나무로 덮여 있고 계곡에 가까이 갈수록 피뇬(Pinon) 소나무와 키가 큰 폰데로사(Ponderosa) 소나무가 많아진다. 주차장에서 시작하는 케이브 루프 트레일(Cave Loop Trail)은 약 1.2 마일 되는데 비교적 평탄한 길이다. 이 트레일을 따라 가면 절벽에 움푹 파인 굴을 볼 수 있다. 이 트레일의 동쪽 코너에서 새로 시작되는 케니언 트레일(Canyon Trail)은 계곡으로 들어가는 1.5마일 되는 트레일로서 대다수의 관광객에게 인기를 얻고 있는 재미있는 코스이다. 이 트레일은 아주 좁은 협곡으로 들어가는데 가장 좁은 곳은 양팔로 좌우 벽을 만질 수 있는 정도로 좁은 곳도 지난다. 이곳에서는 아무리 더운 여름이라도 시원한 바람이 깊은 계곡을 지나감을 느낄수 있다.
좁은 계곡을 벗어나면 원뿔꼴 텐트 모양의 바위가 나타나기 시작한다. 트레일은 점점 가팔라지면서 텐트 바위(Tent Rock)가 밀집된 곳을 지나게 된다. 마지막 0.3마일은 65m(200ft) 가량을 올라가는 다소 힘든 코스가 되지만 정상에 이르면 360도 전방향이 한눈에 들어와서 만족스러운 쾌감을 느낄 수 있다. 이곳에서 보는 텐트 록(Tent Rock) 모양의 지형은 미국 국내에서는 이곳이 유일하다.

## 찾아가는 길
모뉴먼트의 대략의 위치는 앨버커키와 산타페 사이 중간 지점에서 약간 서북쪽으로 볼 수 있다. 이곳으로 가는 길은 앨버커키에서 가자면 I-25를 타고 북으로 약 30마일 가다가 산토도밍고와 코치티 호수(Santo Domingo/Cochiti Lake)로 나가는 Exit259로 나온 후 좌회전하여 22번 도로로 12.2마일을 가면 코치티(Cochiti) 저수지의 댐(dam) 밑에 와서 좌측으로 꺾어지게 된다. 만일 잘못해서 직선으로 가면 코치티 저수지 댐의 끝쪽 위로 올라가게 된다. 저수지의 댐 밑에서 죄회전 해서 가는 22번도로는 저수지 댐을 등지고 약 1.8 마일을 가서 FR266도로를 만나며 여기서 우회전하면 모뉴먼트 광고가 있는 입구가 나온다. 입구에서 4.7마일을 더 들어가면 공원주차장이 나온다.

## 입장안내
입장료는 차당 $5.00이며 Golden Age Passport 소지자는 무료다. 여름철 입장은 오전 8시에서 오후 4시 사이고 오후 5시까지 공원에서 나와야 한다. 1월 6일, 부활절 전 금요일, 부활절, 부활절 직후 월요일, 5월 3일, 7월 13~14일, 7월 25일, 11월 1일, 추수감사절, 크리스마스, 설날에는 코치티 푸에블로의 문화행사 및 관리를 위해 문을 닫는다. 방문 전에 미리 검색을 통해 정보를 얻는 것이 좋다.

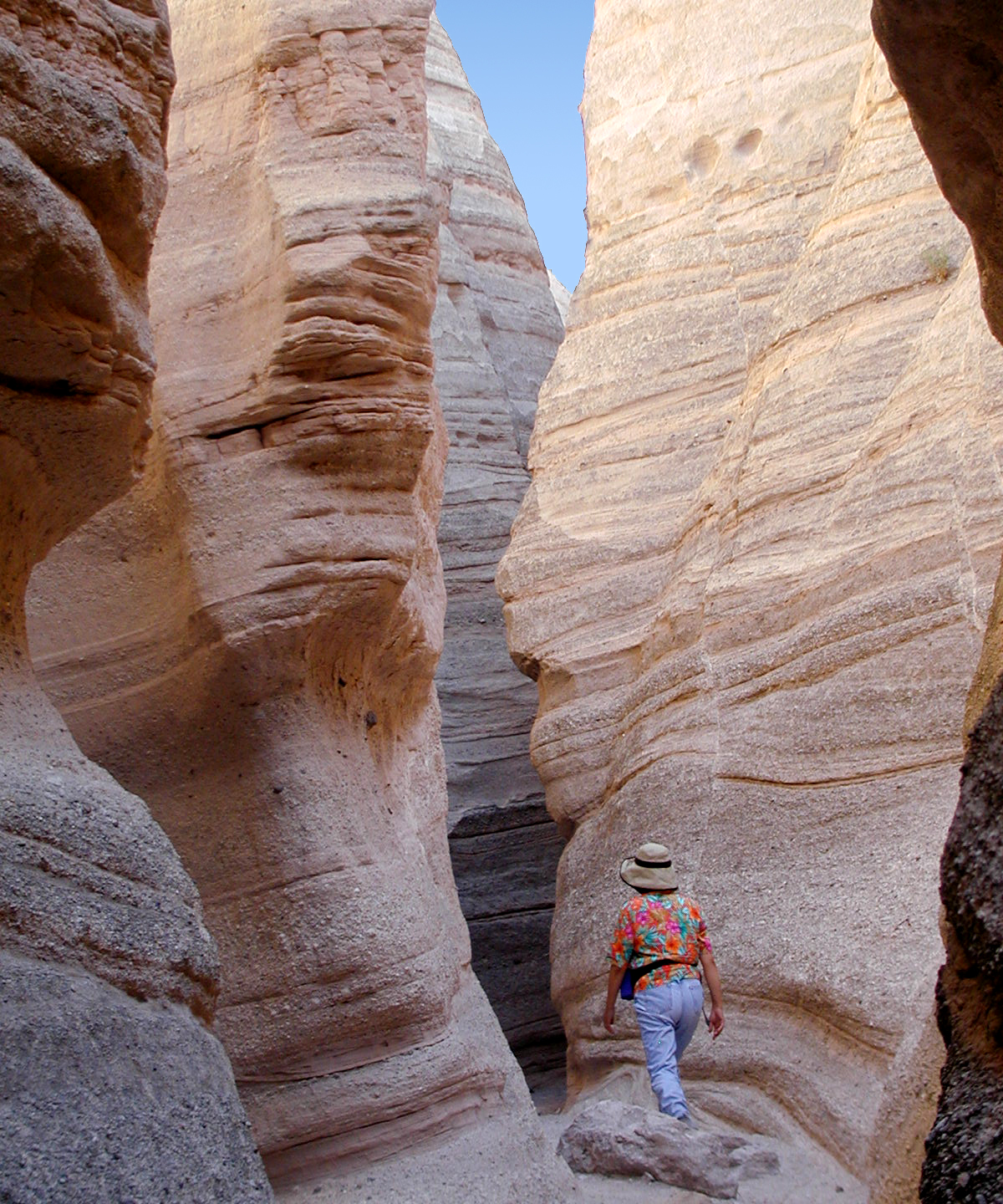
계곡으로 들어가는 케니언 트레일
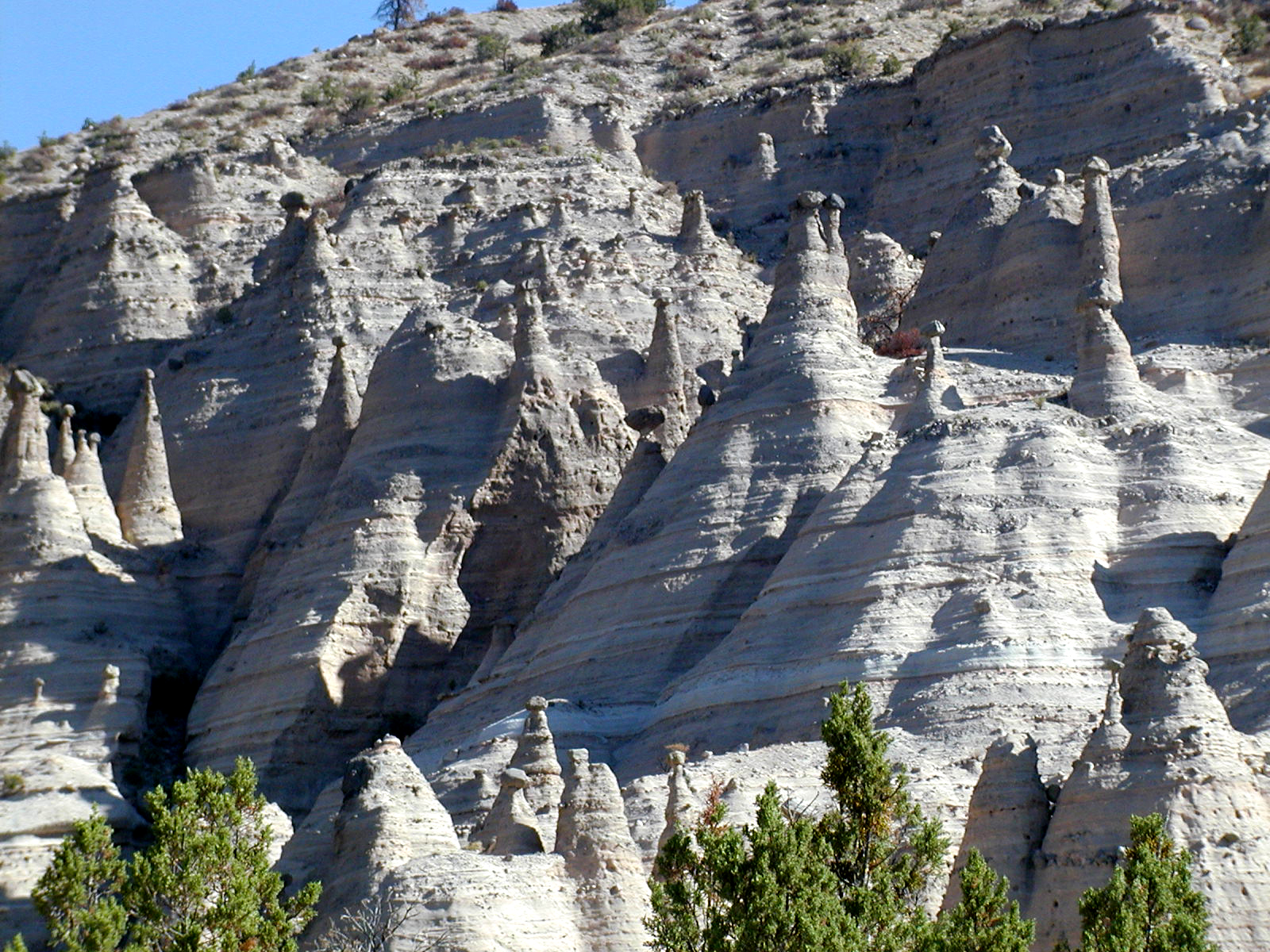
텐트록 모뉴먼트 공원에서 볼 수 있는 작은 후두(Hoodoo)들
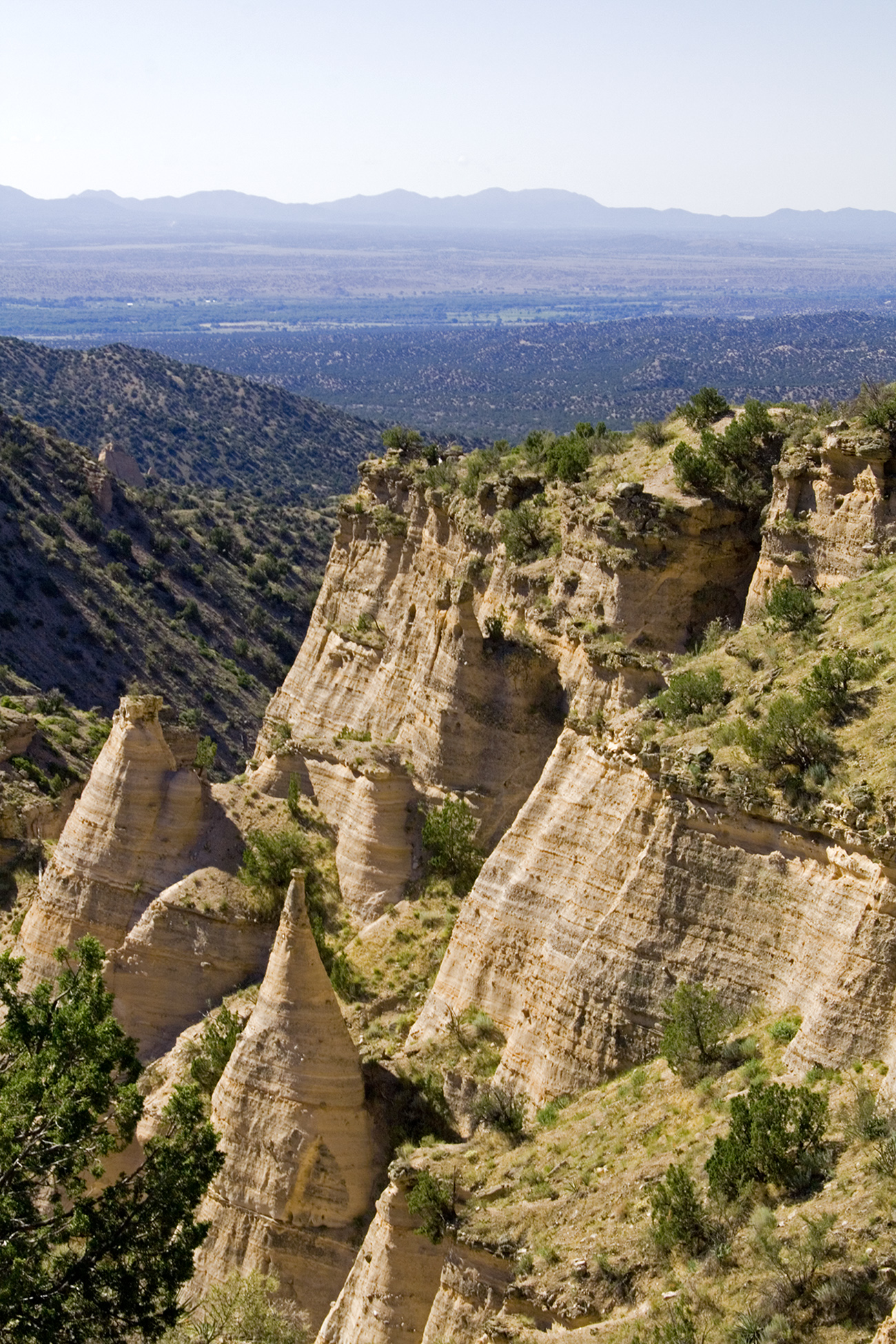
텐트록 모뉴먼트 산에서 내려본 경치

## 같이 보기
- 브라이스 캐니언 국립공원